# 구강점막
구강 점막(oral mucosa)은 입의 안쪽을 덮는 점막이다. 이것은 "구강 상피"라고 불리는 중층편평상피와 그 아래의 고유판이라고 불리는 결합 조직으로 구성된다. 구강은 때때로 개인의 건강을 반영하는 거울로 묘사되어 왔다. 질병을 나타내는 변화는 입안을 덮고 있는 구강 점막의 변화로 나타나는데, 이는 당뇨병 또는 비타민 결핍증과 같은 전신 질환이나 만성적인 담배 또는 알코올 사용의 국소적 영향을 드러낼 수 있다.
구강 점막은 피부에 비해 더 빠르고 적은 흉터 형성으로 치유되는 경향이 있다. 기저 메커니즘은 아직 알려지지 않았지만, 연구에 따르면 세포외소포가 관련될 수 있다고 한다.

## 분류
구강 점막은 기능과 조직학에 따라 크게 세 가지 범주로 나눌 수 있다.
- 비각화 중층편평상피로 구성된 피복 점막은 구강 내 거의 모든 곳에서 발견되며, 다음을 포함한다.
  - 치조 점막: 볼 점막과 입술 점막 사이를 덮는다. 더 밝은 붉은색을 띠고 매끄럽고 윤기 있으며 혈관이 많고, 레테 페그에 의해 기저 조직과 연결되어 있지 않다.[6]
  - 볼 점막: 뺨의 안쪽을 덮는 막으로, 피복 점막의 일부이다.
  - 입술 점막: 입술의 안쪽을 덮는 막으로, 피복 점막의 일부이다.[7]
- 각질화 중층편평상피로 구성된 저작 점막은 혀의 등쪽, 경구개, 부착된 치은에서 발견된다.
- 혀 등쪽 표면의 유두 (혀)에 있는 미뢰 부위에 특화된 점막으로, 일반적인 감각 수용 및 미각 인식을 위한 신경 종말을 포함한다.[8]

## 구조

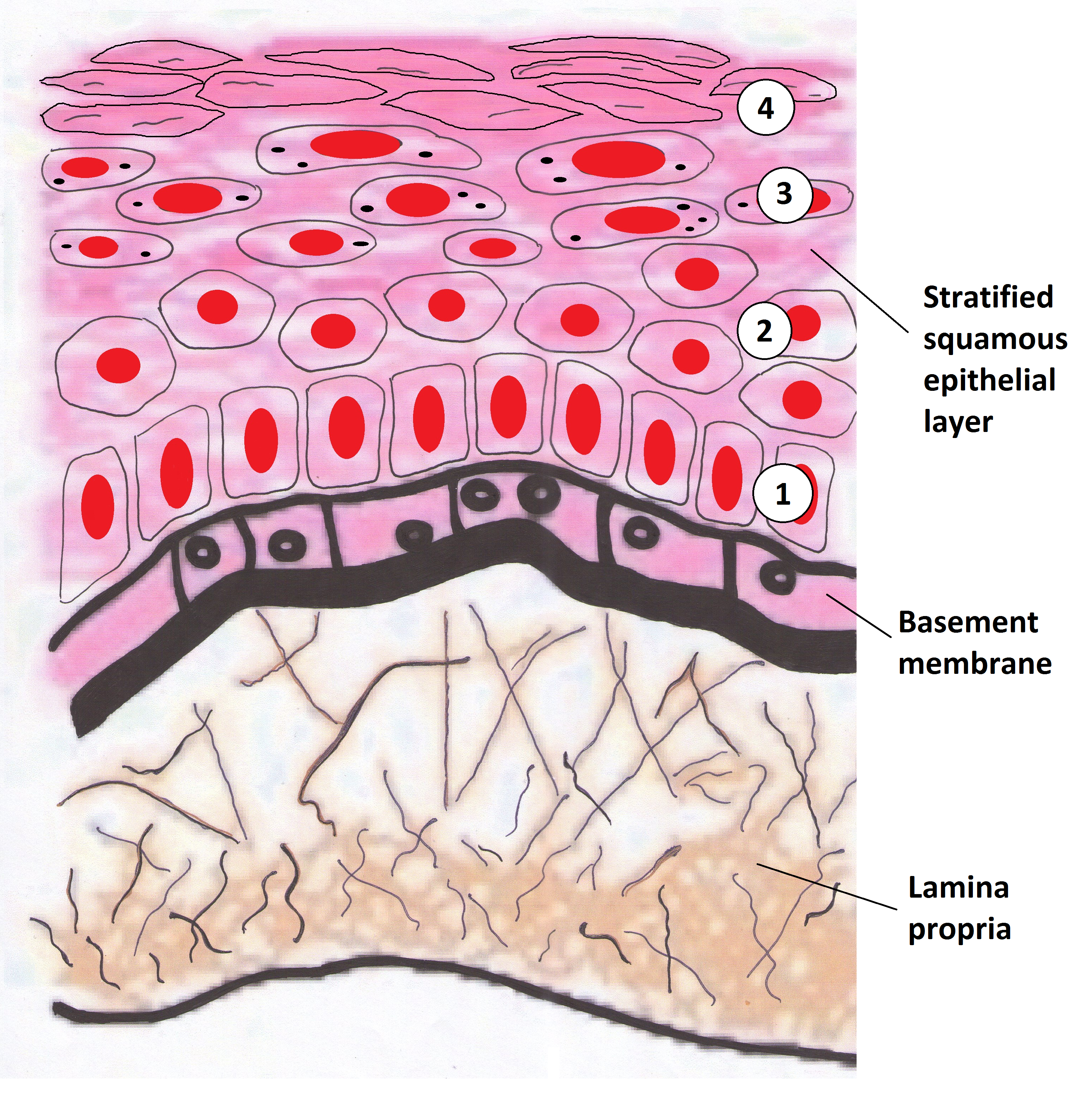
각화된 구강 점막에서 발견되는 층의 도식적 그림으로, 더 깊은 고유판과 그 사이의 기저막, 그리고 가장 깊은 곳에서 가장 표면으로 갈수록 다음과 같은 표층의 중층편평상피를 포함한다:
1: 바닥층
2: 가시층
3: 과립층
4: 각질층

구강 점막은 표면의 중층편평상피와 그 아래의 고유판이라는 두 층으로 구성된다. 각화된 구강 점막에서 상피는 네 층으로 구성된다.
- 바닥층 (기저층)
- 가시층 (가시세포층)
- 과립층 (과립층)
- 각질층 (각화층)

비각화 상피에서는 두 개의 깊은 층(바닥층과 가시층)은 동일하게 유지되지만, 바깥 층은 중간층과 표층으로 불린다.
입의 부위에 따라 상피는 비각화되거나 각화될 수 있다. 비각화 편평 상피는 연구개, 입술 안쪽, 볼 안쪽, 입 바닥, 혀의 복측 표면을 덮는다. 각화 편평 상피는 치은과 경구개뿐만 아니라 혀 등쪽 표면의 영역에도 존재한다.
각화는 과립층의 각질형성세포가 비활성 표면 세포 또는 편평 세포로 세포 분화하여 각질층을 형성하는 과정이다. 세포는 전구 세포가 위치한 기저층에서 표면으로 이동하면서 최종적으로 분화한다.
각화 상피와 달리 비각화 상피는 일반적으로 각화를 보이는 표층이 없다. 그러나 비각화 상피는 마찰 또는 화학적 외상에 반응하여 쉽게 각화형으로 변형될 수 있으며, 이 경우 과각화를 겪는다. 이러한 과각화 변화는 보통 비각화된 볼 점막에서 선상 백선이 형성될 때 흔히 발생한다. 선상 백선은 위턱 치아와 아래턱 치아가 맞물려 교합하는 수준에서 수평으로 뻗어 있는 굳은살 조직의 흰색 능선이다. 조직학적으로, 조직 표면에 과도한 양의 각질이 관찰되며, 조직은 과립층과 각질층을 가진 정각화 조직의 모든 층을 가진다. 이 이 갈이와 같은 습관을 가진 환자의 경우, 선상 백선보다 더 넓은 볼 점막 영역이 과각화된다. 이 더 크고 흰색이며 거칠고 융기된 병변은 환자의 비기능적 습관에 대한 치과 치료 계획의 변경이 이루어질 수 있도록 기록되어야 한다.
각화된 조직조차도 더 높은 수준의 과각화를 겪을 수 있다. 즉, 해당 부위에 만성적인 물리적 외상으로 인해 각질의 양이 증가하는 것이다. 과각화와 같은 변화는 손상의 원인이 제거되면 가역적이지만, 각질이 조직에서 떨어져 나가거나 소실되는 데 시간이 걸린다. 따라서, 악성 변화를 확인하기 위해, 특히 담배나 알코올 사용 이력 또는 HPV 양성인 고위험 암 범주에 속하는 경우, 흰색 조직에 대한 기본 생검 및 현미경 연구가 필요할 수 있다. 과각화된 조직은 또한 니코틴성 구내염의 형태로 경구개에 흡연이나 뜨거운 액체로 인한 열과 관련이 있다.
고유판은 일부 부위에 콜라겐I형 및 III형 아교질과 탄력소 섬유망으로 구성된 섬유성 결합 조직 층이다. 고유판의 주요 세포는 섬유모세포이며, 이들은 섬유뿐만 아니라 세포외기질의 생산을 담당한다.
고유판은 모든 형태의 고유 결합 조직과 마찬가지로 유두층과 치밀층의 두 층을 가지고 있다. 유두층은 고유판의 더 얕은 층이다. 이는 혈관과 신경 조직과 함께 결합 조직 유두 내의 성긴 결합 조직으로 구성된다. 이 조직은 섬유, 세포, 세포간 물질이 동일한 양으로 존재한다. 치밀층은 고유판의 더 깊은 층이다. 이는 많은 양의 섬유를 가진 치밀 결합 조직으로 구성된다. 유두층과 고유판의 더 깊은 층 사이에는 모세혈관총이 있어 점막의 모든 층에 영양을 공급하고 결합 조직 유두로 모세혈관을 보낸다.
점막밑층은 구강 부위에 따라 고유판의 치밀층 깊이에 존재할 수도 있고 존재하지 않을 수도 있다. 만약 존재한다면, 점막밑층은 일반적으로 성긴 결합 조직을 포함하며, 지방 조직 또는 침샘뿐만 아니라 구강 내의 기저 뼈 또는 근육도 포함할 수 있다. 구강 점막에는 점막근층이 없으며, 점막과 기저 조직 사이의 경계를 명확하게 식별하기 어렵다. 일반적으로 뺨, 입술, 경구개 일부와 같은 부위에는 점막밑층(점막에 혈액과 신경을 공급하는 주요 혈관과 신경을 포함하는 성긴 지방 또는 샘 결합 조직층)이 포함되어 있다. 점막밑층의 구성은 구강 점막이 기저 구조에 부착되는 유연성을 결정한다. 치은과 경구개 일부와 같은 부위에서는 구강 점막이 중간에 점막밑층 없이 기저 뼈의 뼈막에 직접 부착된다. 이러한 배열을 점막뼈막이라고 하며, 단단하고 비탄력적인 부착을 제공한다.
다양한 수의 포다이스 반점 또는 과립이 비각화 조직 전체에 흩어져 있다. 이들은 정상적인 변이체로, 점막 표면에 작고 노란색의 돌기로 보인다. 이들은 보통 모낭과 관련된 피지샘의 잘못된 위치에 있는 피지 침착물에 해당한다.
기저층(현미경 없이 기저막)은 표피와 진피와 유사하게 구강 상피와 고유판 사이의 경계면에 위치한다.

## 기능
구강 환경은 먹고, 마시고, 말하는 것과 같은 행동에 의해 지속적으로 기계적 스트레스를 받는다. 또한 구강은 온도와 pH의 급격한 변화에 노출되어 변화에 빠르게 적응할 수 있어야 한다. 구강은 신체에서 맛을 느끼는 유일한 곳이다. 이러한 독특한 생리적 특징 때문에 구강 점막은 여러 가지 고유한 기능을 수행해야 한다.
- 보호: 구강 점막의 주요 기능 중 하나는 구강 내 기계적 힘, 미생물 및 독소로부터 기저 조직을 물리적으로 보호하는 것이다. 각화된 저작 점막은 경구개와 치은에 단단히 부착되어 있다. 이는 전체 구강 점막의 25%를 차지한다. 저작 시 가해지는 하중을 견뎌내어 기저 조직을 지지한다. 뺨, 입술, 입 바닥의 피복 점막은 씹고 말할 때 공간을 만들기 위해 유동적이다. 저작 시 음식물이 입안을 자유롭게 움직이도록 하며 기저 조직을 외상으로부터 물리적으로 보호한다. 이는 구강 점막의 60%를 차지한다.[17][18]
- 분비: 침은 구강 점막의 주요 분비물이다. 윤활, pH 완충, 면역 등 여러 기능을 가지고 있다. 침의 윤활 및 항균 기능은 주로 휴식 상태에서 유지되며, 침은 세척 효과와 구강 잔해물 및 유해 물질의 제거를 초래한다. 침에는 구강 생태계를 감염원으로부터 보호하는 데 도움이 되는 수많은 항균 단백질이 포함되어 있다. 리소자임, 락토페린, 침 효소, 골수과산화효소, 티오시안산염 농도와 같은 성분은 침에서 방어 메커니즘으로 작용한다. 침은 3쌍의 주요 침샘(귀밑샘, 턱밑샘, 혀밑샘)과 많은 작은 침샘에서 분비된다. 또한 탄수화물을 당으로 분해하는 효소 아밀라아제를 함유하고 있어 음식물의 초기 화학 소화를 돕는다.[18][19]
- 감각: 구강 점막은 풍부하게 신경 분포되어 있어 통증, 촉각, 온도, 미각을 매우 잘 감지한다. 삼차 신경(V), 얼굴신경(VII), 설인두 신경(IX), 미주 신경(X)을 포함한 여러 뇌신경이 구강 감각에 관여한다. 혀의 등쪽은 특화된 점막으로 덮여 있다. 여기에는 미각을 가능하게 하는 미뢰가 존재하며, 이는 구강 점막의 약 15%를 차지한다.[18] 삼키기, 구토, 갈증과 같은 반사 작용도 입에서 시작된다.
- 체온 조절: 인간에게는 중요하지 않지만, 개와 같은 일부 동물은 땀샘이 발바닥에만 있기 때문에 헐떡거림에 의존하여 체온을 조절한다.[20][18]

## 임상적 중요성

### 감염성

#### 바이러스성
구강에 영향을 미치는 바이러스 감염의 대부분은 인간 헤르페스 바이러스 그룹에 의해 발생한다. 각 인간 헤르페스 바이러스는 구강 내에서 다르게 나타날 수 있다. 어린이나 노인과 같이 면역력이 약한 환자에게 더 흔하게 영향을 미친다.
- 포진성 치은구내염: 헤르페스 단순 바이러스-1(HSV-1)에 의해 발생하는 자가 제한적인 바이러스 감염이다. 주로 어린 아이들에게 나타나며 전염성이 매우 높다. 작고 구강 물집이 생기고 터져서 궤양으로 합쳐지는 것이 특징이다.[21][22]
- 입술 헤르페스 (구순포진): 햇빛, 스트레스, 호르몬 변화에 의해 유발되는 잠복 헤르페스 단순 바이러스-1의 재활성화이다. 윗입술에 딱지가 생기는 물집이 특징이다.[21]
- 수두: 수두-대상포진 바이러스에 의해 발생하는 바이러스 감염으로 어린이에게 나타난다. 얼굴과 몸에 수많은 가려운 물집이 발견된다. 물집은 입안의 볼 안쪽과 구개에서도 발견될 수 있다.[21]
- 헤르페스 대상포진/대상포진: 잠복 수두-대상포진 바이러스의 재활성화로 인해 발생하는 바이러스 감염으로 성인에게 나타난다. 환자는 물집이 나타나기 전이나 후에 급성 통증을 느낄 수 있다. 얼굴신경에서 바이러스 재활성화가 발생하면 람세이-헌트 증후군을 유발할 수 있으며, 이 경우 환자는 안면 마비, 귀 주변과 혀에 물집, 혀 감각 상실을 겪을 수 있다.[21]
- 수족구병: 어린 아이들에게 감염되는 전염성이 높은 바이러스 감염으로 콕사키 바이러스 A16에 의해 발생한다. 사지와 입안 전체에 작은 물집이 나타나는 것이 특징이다.[21]
- 홍역: 홍역 바이러스에 의해 발생하는 전염성이 높은 질환이다. 주로 예방접종을 받지 않은 어린 아이들에게 나타난다. 구개에 흰 반점(코플릭 반점)이 나타나 궤양으로 터지는 것이 특징이다.[21]
- 유두종 및 사마귀/편평 사마귀: 인유두종 바이러스(HPV)의 다양한 균주에 의해 발생하며, 100가지 이상의 균주가 있지만 일반적으로 HPV 유형 6 및 11에 의해 발생한다. 유두종은 대부분 뾰족하고 손가락 모양의 돌기이거나 꽃양배추 머리 모양의 둥근 소엽 모양이다. 보통 통증이 없고 단독으로 발생한다. 편평 사마귀는 보통 입술에 나타난다. 편평 사마귀는 HPV 유형 2 및 4와 관련이 있다. 암과 관련하여 고위험으로 지정된 HPV 유형 16 및 18은 구강 점막에서 흰 반점으로 나타난다. 다발성 상피 증식증(헤크병)은 드물며, 보통 가족력이 있으며, 여러 개의 부종이 나타나고 일부 아메리카 원주민 및 이누이트 집단에서 더 흔하다. 유두종과 유사할 수 있는 드문 병변인 사마귀 모양 황색종은 과각화증으로 인해 종종 흰색을 띠며, 보통 50-70세 연령대에서 치은에 흔하게 나타난다. 유두종 또는 사마귀 모양 백색판증으로 오인될 수 있지만 양성이다.

#### 세균성
- 매독: 보통 성적으로 전염되는 세균 감염이다. 매독균에 의해 발생하며 질병의 다른 단계에서 구강 증상이 다르게 나타난다.[23][21]

#### 진균성
구강 진균 감염은 가장 흔하게 칸디다 알비칸스, 칸디다 글라브라타, 칸디다 트로피칼리스와 같은 다양한 칸디다 종에 의해 발생하여 구강 칸디다증을 초래한다. 당뇨병과 같은 전신 질환, 최근 항생제 사용, 스테로이드 흡입기 사용 등 진균 감염에 대한 여러 유발 요인이 있다. 관리는 기여 요인을 식별하고 해결하는 것, 국소/전신 항진균제 사용, 구강 및 의치 위생 지침을 포함한다.
구강 칸디다증의 다양한 증상에는 다음이 포함된다.
- 가성막성 칸디다증
- 홍반성 칸디다증
- 의치성 구내염
- 항생제 칸디다증
- 구각염
- 중앙 혀 능선염
- 만성 증식성 칸디다증
- 만성 점막피부 칸디다증

### 자가면역
- 편평 태선: 다양한 구강 증상을 보이는 만성 염증성 질환이다. 편평 태선의 가장 전형적인 모습은 볼 안쪽, 혀, 잇몸에 흰 줄무늬가 나타나는 것이다. 편평 태선 환자에게서는 박리성 치은염이 나타날 수 있다. 편평 태선의 확정 진단을 위해 생검을 시행한다.[21][26]
- 이식편대숙주병: 골수 이식 후 발생하는 자가면역 질환으로, 구강 증상이 편평 태선과 유사하다.[21][27][28]
- 보통 천포창: 피부나 점막에 표재성 및 큰 물집이 형성된 후 터져 궤양으로 변하는 임상 양상을 보이는 자가면역 만성 질환이다.[21][29]
- 점막유천포창: 임상적으로 단단하고 뻣뻣한 물집이 생긴 후 결국 깊은 궤양으로 파열되는 점막에만 영향을 미치는 자가면역 질환이다.[21][29]
- 피부 루푸스: 볼 안쪽과 입술 뒤에 나타날 수 있는 구강 원반형 병변으로 나타난다. 흰 구진도 나타날 수 있다.[21]

### 과민 반응
- 편평태선양 반응: 편평태선과 유사한 외관을 공유하지만 특정 치과 재료 또는 약물 유발 접촉 과민증으로 인해 발생하는 구강 내 병변이다.[21][30]

### 외상성
- 마찰성 각화증: 기계적 외상으로 인해 구강 점막에 흰 반점이 나타나는 것이 특징이다. 마찰성 각화증의 원인이 제거되면 흰 반점은 사라질 수 있다.
- 증식성 반응성 병변 또는 결절성 부종: 이러한 병변은 경미한 염증이나 외상으로 인해 구강 점막에서 발생한다. 점막이 만성적인 경미한 자극제, 기계적 또는 감염성 자극에 노출되는 곳에서 발생한다. 가장 흔하게 치아가 만나는 교합선과 치은(잇몸을 덮는 점막)을 따라 볼 점막(볼 안쪽)에 발생하며, 이곳에서 발생하는 반응성 결절은 폴립이 아닌 특정하게 에풀리스로 분류된다. 또한 치조릉(치아가 솟아나는 잇몸, 또는 없어진 경우 과거 치아가 있던 곳)과 경구개(입천장)에도 발생한다. 가장 흔한 것은 섬유상 결절인 섬유상피 용종과 에풀리스이다. 다른 증식성 반응성 증식성 병변에는 의치와 관련된 병변 및 유두종이 있다. 그러나 이들은 모두 원인과 성질이 유사하며, 주로 상피 세포를 포함한 점막 세포의 과다 생성과 자극으로 인한 섬유성 점액성 및 경미한 염증 조직으로 구성된다. 섬유상피 용종은 보통 옅고 만지면 단단하며 통증이 없지만, 추가적인 자극은 마모를 유발하고 궤양이나 출혈을 일으킬 수 있다. 때로는 섬유종, 예를 들어 의치 아래에서 흔히 발생하고 납작하게 보이는 잎사귀 섬유종이라고 불리기도 한다. 그러나 이들은 외관은 유사하지만 입에서는 매우 드문 진정한 양성 종양(접미사 ~oma로 표시됨)이 아니다. 섬유성 에풀리스는 치은에만 위치하는 섬유상피 용종이다. 화농성 육아종 및 임신 에풀리스는 섬유성 에풀리스가 아닌 혈관성 에풀리스로, 확장된 혈관이 더 많아 진한 분홍색 또는 붉은색을 띠고 부드럽다. 성숙하면서 더 섬유화될 수 있다. 임신 변종은 임신 중에만 나타나며, 보통 치태로 인해 발생하고 더 나은 구강 위생과 임신 말기에 해결되지 않으면 안 된다. 화농성 육아종은 혀나 입술과 같이 입안의 다른 곳에서도 발생할 수 있지만, 따라서 에풀리스는 아니다. 거대 세포 에풀리스(말초 거대 세포 육아종이라고도 함)는 섬유성 에풀리스와 유사하며 앞쪽 치간 여백, 즉 앞니 사이의 잇몸에서 발생한다. 여성에게 더 흔하다. 종종 부드럽고 둥글며 진한 붉은색에서 보라색을 띤다. 진정한 거대 세포 육아종이 아닌지 조사하는 것이 중요하다. 구개의 유두상 과형성 또는 에풀리스 피사라툼/의치 유발 과형성. 원인은 알려지지 않았지만, 점막에 자극을 주는 잘 맞지 않는 의치, 보통 과도하게 확장된 플랜지와 좋지 않은 의치 또는 구강 위생과 관련이 있다. 구강 아구창이 존재할 수 있지만 원인으로 생각되지는 않는다.

### 특발성
- 재발성 아프타성 구내염 (RAS): 다양한 소인 인자를 가진 구강 내 재발성 궤양. 그러나 원인은 불분명하다.[31] RAS에는 경미형, 주요형, 포진형의 세 가지 형태가 있다. RAS는 주로 비흡연자 및 높은 사회경제적 배경을 가진 사람들에게서 발견된다.[21][31]

### 신생물성
- 구강 점막하 섬유증: 이는 표면 아래 조직의 염증을 포함하는 질환이다. 이로 인해 조직이 경직되고 입을 벌리기 어려워질 수 있다.

#### 양성 연조직 신생물
- 말초 신경초 종양: 가장 흔한 것은 외상성 신경종으로, 외상에 대한 반응성 반응이며, 신경초종과 신경섬유종은 보통 혀에서 발견되는 크고 통증이 없는 종양이다. 신경섬유종은 양성 단독 병변으로 나타날 수 있지만, 신경섬유종증(폰 레클링하우젠병)과 관련된 다발성 병변으로도 나타날 수 있다. 피부에 카페오레 색소 침착 반점이 선행될 수 있으며, 성장하면서 매우 변형될 수 있다. 신경섬유종증에서는 악성 변화가 발생할 수 있지만, 단독 병변에서는 매우 드물다. 점막 신경종은 다발성 내분비 종양(MEN) 증후군과 같은 다른 질환과 관련될 수 있으며, 갑상선암에 선행할 수 있다.
- 지방종 및 섬유지방종: 이들은 지방 조직 또는 지방의 종양으로, 지방 함량에 따라 노란색을 띠게 된다. 보통 부드럽고 움직이며 서서히 자라며 통증이 없고 주로 중년 또는 노년층에서 발생한다.
- 과립 세포 종양: 이들도 신경 세포에서 유래하는 종양이지만, 이전에는 근육 세포에서 유래한다고 잘못 생각되어 과립 세포 근모종이라고 불렸다. 이 종양 역시 서서히 자라며 크고 통증이 없으며 주로 혀에서 발생한다.
- 선천성 에풀리스: 이들은 선천성 과립 세포 종양(과립 세포 종양과는 관련 없음)으로도 알려져 있으며, 주로 신생아, 특히 여아의 위쪽 잇몸, 즉 상악 치조릉에서 발생한다. 드물게 혀와 같은 다른 곳에서도 발생한다. 보통 저절로 사라진다.
- 혈관종: 이들은 혈관 종양으로, 혈관종, 림프관종, 정맥류를 포함한다. 혈관종은 이전에 과오종(양성 종양성 기형)으로 간주되었기 때문에 분류하기 어렵지만, 발생학적 이상, 진정한 양성 종양 또는 과오종인지, 아니면 둘 다일 수 있는지에 대한 논쟁이 있다. 혈관종은 구강 점막에 흔하지만 침샘과 같은 다른 구조에서도 발생할 수 있으며, 선천성이거나 어린 시절에 발생할 수 있다. 선천성 병변은 자연적으로 해결될 수 있지만(퇴축), 나중에 발생하는 병변은 보통 천천히 계속 성장한다. 이들은 보통 짙은 붉은색-자주색 또는 파란색이며, 부드럽고 때로는 물렁하며 통증이 없다. 압력에 의해 흔히 창백해진다. 보통 단독으로 발생하지만, 삼차 신경에 영향을 미치는 스터지-웨버 증후군과 같은 증후군의 일부로 나타날 수 있다. 이들은 외상으로 인한 과도한 출혈, 혈전증 또는 석회화 위험이 있다. 림프관종은 구강 점막에 훨씬 드물게 발생하며, 보통 혀에 나타나고, 드물게는 출생 시 또는 유아기에 입술에 나타난다. 이들은 무색에서 옅은 분홍색이며, 결절성 돌기이거나 "개구리알" 돔과 유사할 수 있다. 이들은 거설증(혀의 확대)을 유발할 수 있다. 정맥류는 정맥류와 유사하며, 보통 노년층의 아랫입술에 파란색-보라색 덩어리로 나타난다.

#### 육종
결합 조직 악성 종양인 육종은 구강 점막에 드물다. 골육종, 연골육종은 뼈와 연골에서 발생하며, 림프종은 혈액학적 질환에서 발생한다. 가장 흔한 악성 종양은 암종이며, 압도적으로 편평 세포 암종이다.
- 횡문근육종: 주로 상악에서 발생하는 빠르게 성장하고 파괴적인 종양이다. 어린이와 청소년에게 가장 흔한 구강 육종이지만 드물다.
- 카포시 육종: 카포시 육종 헤르페스 바이러스(KSHV) 또는 인간 헤르페스 바이러스(HHV-8) 바이러스 감염과 관련이 있다. 주로 경구개와 잇몸에 나타나며, 처음에는 붉은색, 파란색, 보라색에서 갈색 또는 검은색에 이르는 색조의 반점으로 시작하여 성장하면서 결절 형태로 변한다. 병변은 혈관이 풍부하여 쉽게 궤양화되고 출혈할 수 있다. 사망은 보통 기회 감염으로 인해 발생한다. 일반적으로 HIV/AIDS와 관련이 있지만, 장기 이식 수혜자와 같은 면역억제나 지중해 유대인과 같은 특정 지역사회에서는 덜 흔하게 발생한다. 치료법은 없지만, 병변은 고활성 항레트로바이러스 치료(HAART) 약물에 잘 반응한다.

## 투여 경로
- 볼 점막(볼 안쪽): 경구 투여에 적합하다.
- 입술 점막(입술 안쪽): 경구 약물 투여에 적합하다.
- 혀밑 점막(혀 밑): 높은 투과성으로 인해 설하 투여에 이상적이다.
- 입술밑 점막(아랫입술 밑): 혈관 공급이 풍부하여 입술밑 투여에 적합하다.

## 같이 보기
- 구강 점막 조직 공학
- 연결 상피
- 구강암
- 침샘
- 기저층
- 섬유모세포